# اینتل‌ست
اینتل‌ست (به انگلیسی: Intelsat) بزرگ‌ترین ارائه دهنده خدمات مخابره ماهواره‌ای تجاری در جهان است. در ابتدا به عنوان سازمان ارتباطات ماهواره‌ای بین‌المللی (International Telecommunications Satellite Organization) در ۲۰ اوت ۱۹۶۴، با شرکت ۱۱ کشور و تحت مالکیت و مدیریت communications satellites آغاز به کار کرد.
تا سال ۲۰۰۷ اینتل‌ست مالک و راه انداز ۵۱ ماهواره مخابراتی بود.

## اینتل‌ست ۹۰۲
اینتل‌ست ۹۰۲ یکی از ماهواره‌های شرکت اینتل‌ست است که در تاریخ ۳۰ آگوست ۲۰۰۱ به فضا پرتاب شد و در موقعیت ۶۲ درجه شرقی قرار دارد. در حال حاضر شبکه‌های رادیو تلویزیونی ایران بر روی این ماهواره در حال پخش است. در تاریخ ۶ اوت ۲۰۱۹ ماهواره اینتل ست ۳۹ به فضا پرتاب و در اکتبر ۲۰۱۹ جایگزین این ماهواره شد.

## اینتل‌ست ۳۹
اینتل‌ست ۳۹ یکی از ماهواره‌های شرکت اینتل‌ست است که در تاریخ ۶ آگوست ۲۰۱۹ به فضا پرتاب شد و در اکتبر ۲۰۱۹ جایگزین ماهواره اینتل‌ست ۹۰۲ در موقعیت ۶۲ درجه شرقی شد. در حال حاضر شبکه‌های سازمان صدا و سیمای جمهوری اسلامی ایران بر روی این ماهواره در حال پخش است و صدا و سیما برای توزیع شبکه هایش در سطح کشور با استفاده از این ماهواره برنامه ها را به فرستنده های زمینی می‌فرستد همچنین برای پخش مسابقات ورزشی زنده از این ماهواره استفاده میشود.